# Takaši Hirano
Takaši Hirano (japonsko 平野 孝), japonski nogometaš, * 15. julij 1974.
Za japonsko reprezentanco je odigral 15 uradnih tekem.